# 加拿大中部

加拿大中部

加拿大中部（Central Canada）是加拿大的一个地理概念，包括安大略和魁北克两省，介于加拿大西部和大西洋省中间。其人口约占加拿大一半左右，为该国的政治文化中心，也属于广义上的加拿大东部地区。

## 注
47°11′22.96″N 70°8′12.19″W / 47.1897111°N 70.1367194°W